# 470 (natante)
Il 470 è un natante a vela da regata per due persone, dotata di randa, fiocco e spinnaker.

## Storia
Disegnata nel 1963 dall'architetto francese André Cornu, deve il suo nome alla sua lunghezza fuori tutto espressa in centimetri.

## Descrizione
L'imbarcazione fa parte delle Classi internazionali annoverate dalla Federazione Internazionale della Vela (ISAF) e le regate della sua classe fanno parte del programma delle Olimpiadi dal 1976.
È una imbarcazione molto tecnica e competitiva dove è richiesta grande preparazione, sia tecnica sia fisica. Considerata la particolare forma della chiglia è in grado di planare anche di bolina.
L'emblema della classe è la scritta 470, stilizzata secondo una forma particolare, descritta nelle regole, che deve essere riprodotta in blu scuro nella parte alta della vela principale.

## Attrezzatura
- Randa:
  - Scotta
  - Carrello di randa
  - Base randa
  - Cunningham
  - Vang
- Fiocco:
  - Scotta
  - Ghinda
  - Cunningham
  - Carrello o Barber
- Spinnaker:
  - Scotta
  - Tangone
  - Carica alto-basso
  - Barber
- Trapezio
- Deriva

## Olimpiadi
Nel 1976 è classe olimpica maschile, dal 1988 anche femminile; dal 2024 l'equipaggio diventa misto.
Le competizioni olimpiche in questa classe si sono svolte:
- Olimpiadi di Montreal (1976) (maschile)
- Olimpiadi di Mosca 1980 (maschile)
- Olimpiadi di Los Angeles 1984 (maschile)
- Olimpiadi di Seul 1988 (maschile, femminile)
- Olimpiadi di Barcellona 1992 (maschile, femminile)
- Olimpiadi di Atlanta 1996 (maschile, femminile)
- Olimpiadi di Sydney 2000 (maschile, femminile)
- Olimpiadi di Atene 2004 (maschile, femminile)
- Olimpiadi di Pechino 2008 (maschile, femminile)
- olimpiadi di Londra 2012 (maschile, femminile)
- Olimpiadi di Rio de Janeiro 2016 (maschile, femminile)
- Olimpiadi di Tokyo 2020 (maschile, femminile)
- Olimpiadi di Parigi 2024 (misto)

## Campionati mondiali

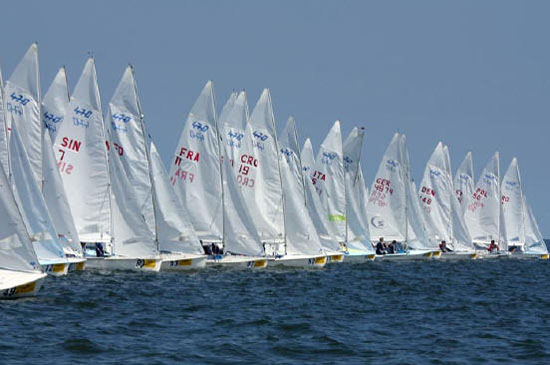
Partenza del mondiale 470

Sono organizzati campionati mondiali (con più di 30 paesi partecipanti) e continentali ogni anno, sia maschili, femminili sia team misti.